# عثمانوو (شهرستان بلاگووارسکی، باشقیرستان)
عثمانوو (انگلیسی: Usmanovo, Blagovarsky District, Republic of Bashkortostan) یک شهرک در شهرستان بلاگووارسکی باشقیرستان کشور روسیه است.